# Jacob Elkan
Jacob Elkan (* 1742 in Schwanfeld; † 3. Juni 1805 in Weimar), ein Weimarer Hoffaktor, gehörte zu den wenigen Juden, denen Goethe einen Platz in seiner Poesie einräumte.

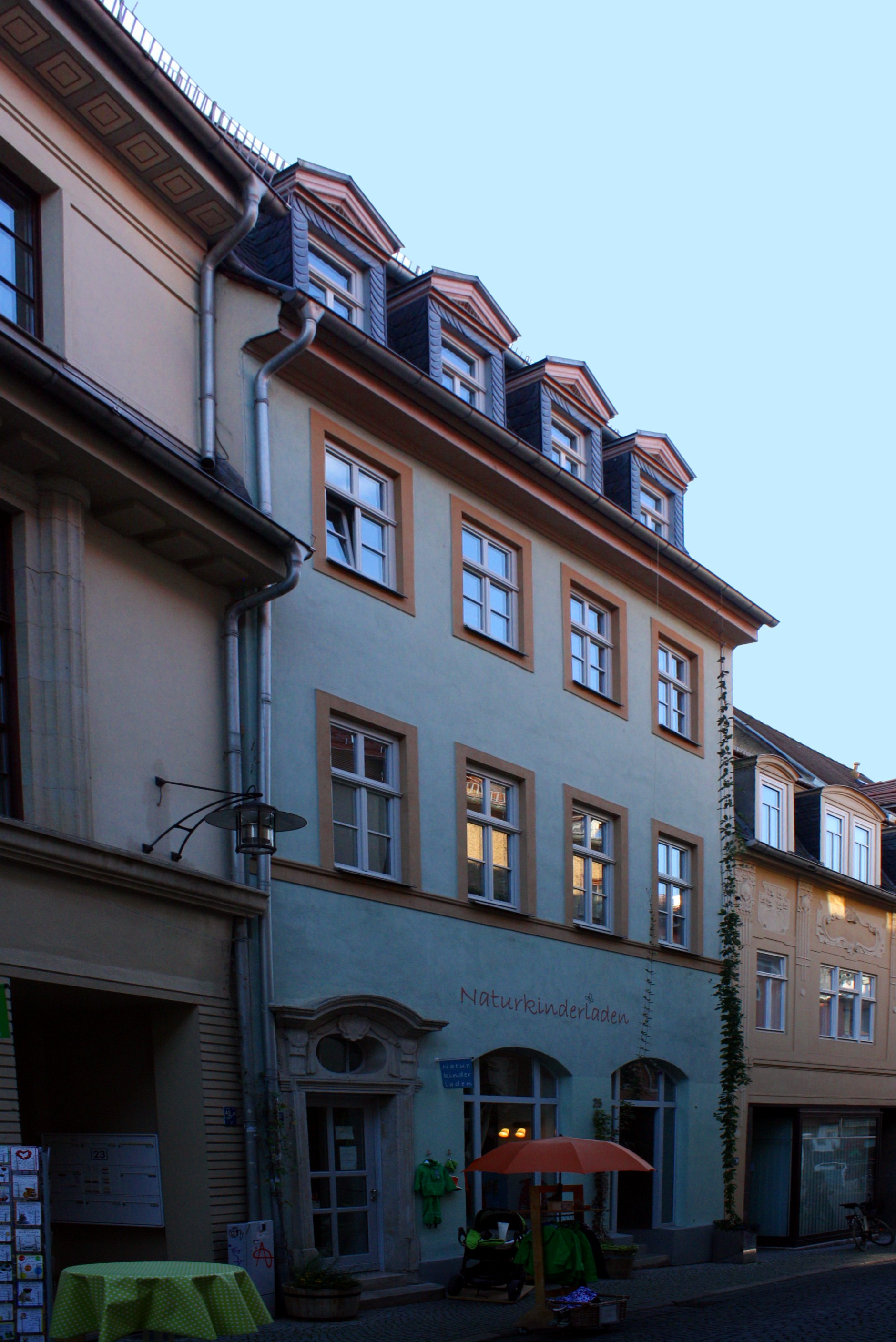
Wohn- und Geschäftshaus von Jacob Elkan

Elkan kam von Schwanfeld nach Weimar. Anna Amalia von Sachsen-Weimar-Eisenach hatte ihm als erstem Juden die „Niederlassungsgunst“ gewährt und ihn 1770 zum Hofjuden ernannt. Auf seine Initiative hin wurde der Jüdische Friedhof Weimar eingerichtet.
Goethe erwähnt ihn in seiner Elegie „Auf Miedings Tod“ (1782). Johann Martin Mieding war Hoftischler und Theatermeister der kleinen Weimarer Bühne gewesen. Goethe hatte seine handwerkliche Tüchtigkeit und biedere Charakterfestigkeit sehr geschätzt. Neben Hofmaler und Hofschneider kommt in dem Gedicht auch der Hofjude Elkan vor, in der Zeile:
„Der Jude Elkan läuft mit manchem Rest;
Und diese Gährung deutet auf ein Fest.“
Elkan handelte u. a. mit Stoffen. So belieferte er auch das Weimarer Theater. Bekannt ist beispielsweise, dass er die Hofschauspielerin Karoline Jagemann mit Kleidern belieferte. 1790 stieg er zum Hoffaktor auf. Eins seiner neun Kinder aus der Ehe mit seiner Frau Simcha war der Sohn Israel Julius Elkan (1779–1839). Er brachte es zum Hofbankier, kam dadurch mit der Familie Friedrich Schillers in Berührung und wurde der bedeutendste Bankier des klassischen Weimar. Einem Brief Goethes an seine Frau Christiane von Goethe von 1797 ist zu entnehmen, dass ihm Jacob Elkan angeblich auch alte Halsketten zu verkaufen versucht hatte. Zusammen mit Gabriel Ulmann und Jacob Löser kaufte er in den 1790er Jahren Silber für die Eisenacher Münze auf.
Das Wohn- und Geschäftshaus Jacob Elkan befindet sich in der Windischenstraße 25. Über dem Portal stehen die Initialen JE. Es ist in der Liste der Kulturdenkmale in Weimar (Einzeldenkmale) eingetragen.